# 알 로커

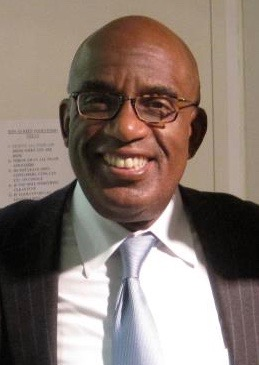

앨 로커(Al Roker, 1954년 8월 20일 ~ )는 미국의 기상 예보사, 언론인, 작가, 소설가, 배우이다.
퀸스에서 태어났다.

## 영상 목록

### 텔레비전 출연
- 더 데일리 쇼 (2000-05) - 초대 손님 역

### 텔레비전 제작
- D.E.A. (2008-09) - 총괄 제작

### 영화 출연
- 성탄절 전야의 공항 대소동 (2006)
- 샤크스톰2: 샤크네이도 (2014)
  - 샤크네이도 스톰 (2015)
  - 허리케인 샤크네이도 (2016)
  - 인투 더 샤크스톰 (2017)
- 고스트버스터즈 (2016) - 앨 로커 역

### 애니메이션 영화 목소리
- 로봇 (2005)
- 마다가스카 (2005)
  - 마다가스카 2 (2008)
- 하늘에서 음식이 내린다면 (2009) - 패트릭 패트릭슨 역

## 도서 목록
- Don't Make Me Stop This Car!
- Al Roker's Big Bad Book of Barbeque (Paperback)
- Al Roker's Big Bad Book of Barbecue: More Than 125 Recipes for Family Celebrations All Year Long
- Big Shoes
- Big Shoes (Hardcover)